# New England Patriots 1987
La stagione 1987 dei New England Patriots è stata la 18ª della franchigia nella National Football League, la 28ª complessiva e la quarta con Raymond Berry come capo-allenatore. La stagione si concluse con un bilancio di otto vittorie e sette sconfitte, al secondo posto a pari merito della AFC East division. Questa fu l'ultima stagione che vide la presenza del proprietario originario Billy Sullivan che, con i Patriots sull'orlo della bancarotta, cedette il club a Victor Kiam.

## Calendario
Uno sciopero dei giocatori di 24 giorni accorciò la stagione da 16 a 15 partite. Le gare della terza settimana furono cancellate mentre quelle dalla settimana 4 alla settimana 6 furono giocate con giocatori di riserva. L'85% dei giocatori aderì allo sciopero, ponendo dei dubbi sulla regolarità dei risultati della stagione.
| Turno | Avversario             | Risultato  | Record | Pubblico |
| ----- | ---------------------- | ---------- | ------ | -------- |
| 1     | Miami Dolphins         | V 28–21    | 1–0    | 54,642   |
| 2     | at New York Jets       | S 43–24    | 1–1    | 70,847   |
| –     | at Washington Redskins | cancellata | 1–1    |          |
| 3     | Cleveland Browns       | S 20–10    | 1–2    | 14,830   |
| 4     | Buffalo Bills          | V 14–7     | 2–2    | 11,878   |
| 5     | at Houston Oilers      | V 21–7     | 3–2    | 26,294   |
| 6     | at Indianapolis Colts  | S 30–16    | 3–3    | 48,850   |
| 7     | Los Angeles Raiders    | V 26–23    | 4–3    | 60,664   |
| 8     | at New York Giants     | L 17–10    | 4–4    | 73,817   |
| 9     | Dallas Cowboys         | S 23–17    | 4–5    | 60,567   |
| 10    | Indianapolis Colts     | V 24–0     | 5–5    | 56,906   |
| 11    | Philadelphia Eagles    | S 34–31    | 5–6    | 54,198   |
| 12    | at Denver Broncos      | S 31–20    | 5–7    | 75,795   |
| 13    | New York Jets          | V 42–20    | 6–7    | 60,617   |
| 14    | at Buffalo Bills       | V 13–7     | 7–7    | 74,945   |
| 15    | at Miami Dolphins      | V 24–10    | 8–7    | 61,192   |

## Classifiche
| Indianapolis Colts(3) | 9 | 6 | 0 | .600 | 300 | 238 | V2 |
| New England Patriots  | 8 | 7 | 0 | .533 | 320 | 293 | V3 |
| Miami Dolphins        | 8 | 7 | 0 | .533 | 362 | 335 | S1 |
| Buffalo Bills         | 7 | 8 | 0 | .467 | 270 | 305 | S2 |
| New York Jets         | 6 | 9 | 0 | .400 | 334 | 360 | S4 |